# Mariä-Schutz-Kirche (Godkowo)

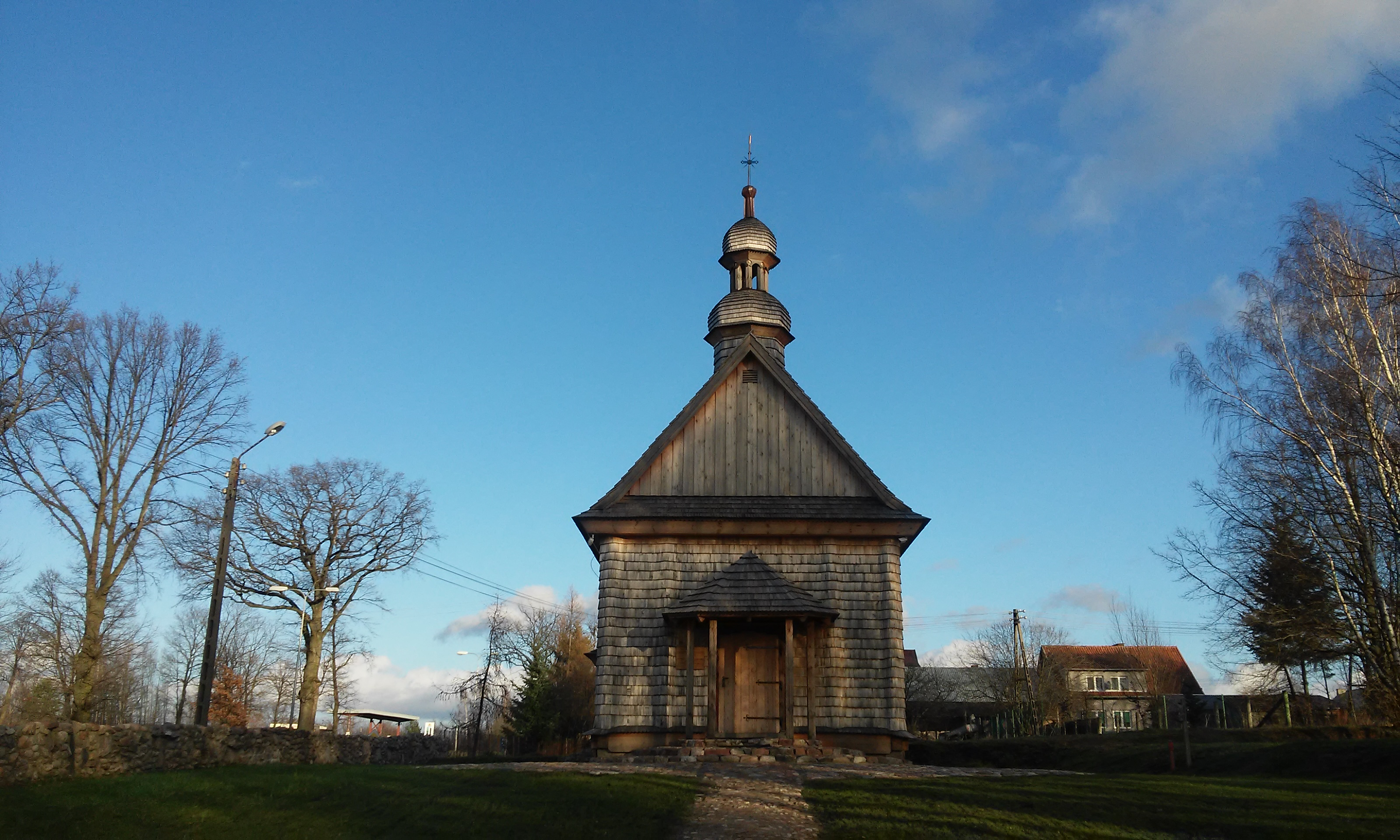
Kirche in Godkowo

Die Kirche Mariä Schutz (polnisch Cerkiew Opieki Matki Bożej) ist eine griechisch-katholische Holzkirche bei Godkowo im nördlichen Polen. Sie wurde 2012 aus Kupna in Südpolen hierher versetzt.

## Lage
Die Kirche steht etwa 1, 5 Kilometer vom Dorf Godkowo entfernt auf Privatgelände. Der Ort gehört zur polnischen Woiwodschaft Ermland-Masuren. Bis 1945 lag er als Göttchendorf im ostpreußischen Kreis Preußisch Holland, wahrscheinlich ohne Kirche.

## Geschichte
1729 wurde in Kupna im Karpatenvorland eine Holzkirche für die dortige ukrainische griechisch-katholische Gemeinde errichtet.
Nach der Vertreibung der ukrainischen Bevölkerung aus diesem Gebiet 1947 (Aktion Weichsel) wurde sie als Lagerraum genutzt.
2012 wurde die Kirche nach Godkowo versetzt. Die Kosten dafür trug zum großen Teil die dortige ukrainische Gemeinde. Schadhafte oder fehlende Teile wurden nachgebaut. 2013 fand die erste Messe statt. 2015 wurde die Kirche Mariä Schutz offiziell durch Erzbischof Eugeniusz Popowicz geweiht.
Die Versetzung war die erste einer Kirche vom südlichen in das nördliche Polen.